# Materialism economic
Acest articol abordează materialismul în sensul economic al cuvântului. Pentru informații privind sensurile filosofice și științifice, vezi materialism.
Materialismul este o atitudine personală care acordă importanță dobândirii și consumului de bunuri materiale. Termenul „materialist”, folosit pentru a descrie personalitatea unui individ sau a unei societăți, tinde să aibă o conotație negativă sau peiorativă. Denumit și lăcomie, termenul este deseori asociat cu un sistem de valori ce presupune ca statutul social să fie determinat de bunăstare (vezi și consumul ostentativ). În acest sistem de valori se încadrează și ideea că bunurile pot oferi fericirea. Ecologismul poate fi considerat o orientare concurentă materialismului.
Materialismul poate fi văzut drept o formă pragmatică de interes propriu⁠(d) care se bazează pe o înțelegere temeinică a caracterului economiei orientate spre piață și societate. Cu toate acestea, studiile au constatat că materialismul este, de asemenea, asociat cu comportamentul autodistructiv și cu depresia. 

## Definiție
De obicei, studiile efectuate asupra consumatorilor privesc materialismul în două moduri: pe de o parte, ca pe o colecție de trăsături de personalitate, iar pe de altă parte, ca pe un principiu sau o convingere fermă.

### Materialismul ca trăsătură de personalitate
În concepția lui Russell W. Belk⁠(d), materialismul include trei trăsături de personalitate originale.
- Avariția – refuzul de a oferi sau de a împărți bunurile personale cu ceilalți.
- Invidia – dorința de a deține bunurile altor persoane.
- Posesivitatea – preocuparea față de pierderea bunurilor și dorința de a avea un control sporit asupra proprietății.

### Materialismul ca valoare
Achiziționarea de bunuri materiale este pusă în prim-plan în momentul în care dobândirea lor reprezintă un scop principal în viață cu convingerea că acestea sunt cheia spre fericire și că succesul poate fi măsurat în funcție de bogăția materială a unei persoane și de calitatea și prețul bunurilor materiale pe care le poate cumpăra.

## Cultivarea materialismului în lumea occidentală
În lumea occidentală, tendința de sporire a materialismului ca urmare a nemulțumirilor cu privire la starea materială este în creștere. Cercetările efectuate în Statele Unite arată că ultimele generații se axează mai mult ca oricând pe bani, imagine și faimă, mai ales de la apariția generațiilor Boomer și Generația X (copiii născuți în perioada de după cel de-al Doilea Război Mondial sunt cunoscuți drept „baby boomers”).
În urma unui sondaj, 7% dintre americani au afirmat că ar ucide pentru suma de 3 milioane de dolari și 65% dintre respondenți că ar petrece un an pe o insulă pustie pentru suma de 1 milion de dolari.
Un studiu realizat de Universitatea din California și de Consiliul American pentru Educație⁠(d) pe 250,000 de studenți boboci a arătat că principalul motiv pentru care aceștia au decis să meargă la facultate a fost obținerea bunăstării materiale. Din anii '70 până la sfârșitul anilor '90, procentul de studenți care au declarat că principalul lor motiv pentru a merge la facultate a fost să își dezvolte o filozofie de viață însemnată a scăzut de la peste 80% la aproximativ 40%, în timp ce procentul cu privire la scopul obținerii câștigului financiar a crescut de la aproximativ 40% până la mai mult de 75%.

## Materialismul și fericirea
Mai multe studii au descoperit existența unei legături între materialism și nefericire. Studiile efectuate în Statele Unite au constatat că bunăstarea și fericirea cetățenilor unei țări au fost influențate într-o foarte mică măsură sau chiar deloc de creșterea bogăției materiale și a cantității de bunuri.Tibor Scitovski⁠(d) a numit acest lucru economia „lipsită de bucurie”, în care oamenii urmăresc la nesfârșit confortul în detrimentul plăcerilor.
În urma a două măsurări ale gradului de bunăstare subiectivă, un studiu a constatat că materialismul afectează în mod negativ fericirea, în sensul că oamenii care sunt materialiști tind a fi, de asemenea, mai nefericiți. Atunci când cumpărăturile le generează oamenilor o plăcere imensă și dobândirea de bunuri materiale este considerată un obiectiv important, aceștia tind să aibă rate mai scăzute ale satisfacției de viață⁠(d). De asemenea, materialismul are un efect pozitiv asupra afecțiunilor psihologice mai grave, cum ar fi depresia, narcisismul și paranoia.
Cu toate acestea, relația dintre materialism și fericire este una mai complexă. Direcția acesteia poate merge în ambele sensuri. Materialismul individual poate cauza diminuarea bunăstării, iar un nivel mai scăzut al bunăstării poate determina oamenii să fie mai interesați de aspectele materiale într-un efort de a obține satisfacții externe.
În schimb, cercetările arată că achizițiile făcute cu intenția de a dobândi experiențe de viață, cum ar fi o vacanță de familie, fac oamenii mai fericiți decât achizițiile făcute pentru a obține bunuri materiale, cum ar fi o mașină. Până și simplul gând la achiziționarea unor experiențe îi face pe oameni să fie mai fericiți decât să se gândească la lucruri materiale.